# Solenzo
Pour le département et la commune urbaine, voir Solenzo (département).
Solenzo est une ville du département et la commune urbaine de Solenzo, située dans la province des Banwa, dont elle est le chef-lieu, et dans la région de la Boucle du Mouhoun au Burkina Faso.

## Géographie
Solenzo est situé à 70 km au nord-est de Koundougou.

## Histoire
Les 10 et 11 mars 2025, au moins 58 civils peuls sont massacrés à Solenzo et ses envions par des miliciens des VDP.

## Démographie
| 2003   | 2006   | 2012 |
| ------ | ------ | ---- |
| 14 387 | 16 850 | -    |

La ville est divisée en quatre secteurs :
- Secteur 1 : 3 832 habitants
- Secteur 2 : 3 924 habitants
- Secteur 3 : 4 042 habitants
- Secteur 4 : 5 052 habitants

## Éducation et santé
La ville accueille un centre médical avec une antenne chirurgicale (CMA) ainsi que deux centres de santé et de promotion sociale (CSPS) dans les secteurs 1 et 2.